# Кримсько-мусульманський виконавчий комітет
Кримсько-мусульманський виконавчий комітет — релігійно-світська кримськотатарська громадська адміністративна демократична організація, скорочено — Мусвиконком. Один з найважливіших елементів досвіду державного будівництва кримських татар, що окреслював як релігійні, так і загально-демократичні засади національного державовтворення.

## Історія
Створена 25 березня 1917 року, на Всекримському мусульманському з'їзді у Сімферополі, за участи близько 1 500 представників міст і сіл Криму та 500 гостей. Головою організації та, одночасно, Таврійським муфтієм обрали Н. Челебієва, до керівництва увійшли Дж. Сейдамет, А. С. Айвазов та М. Кипчакський.

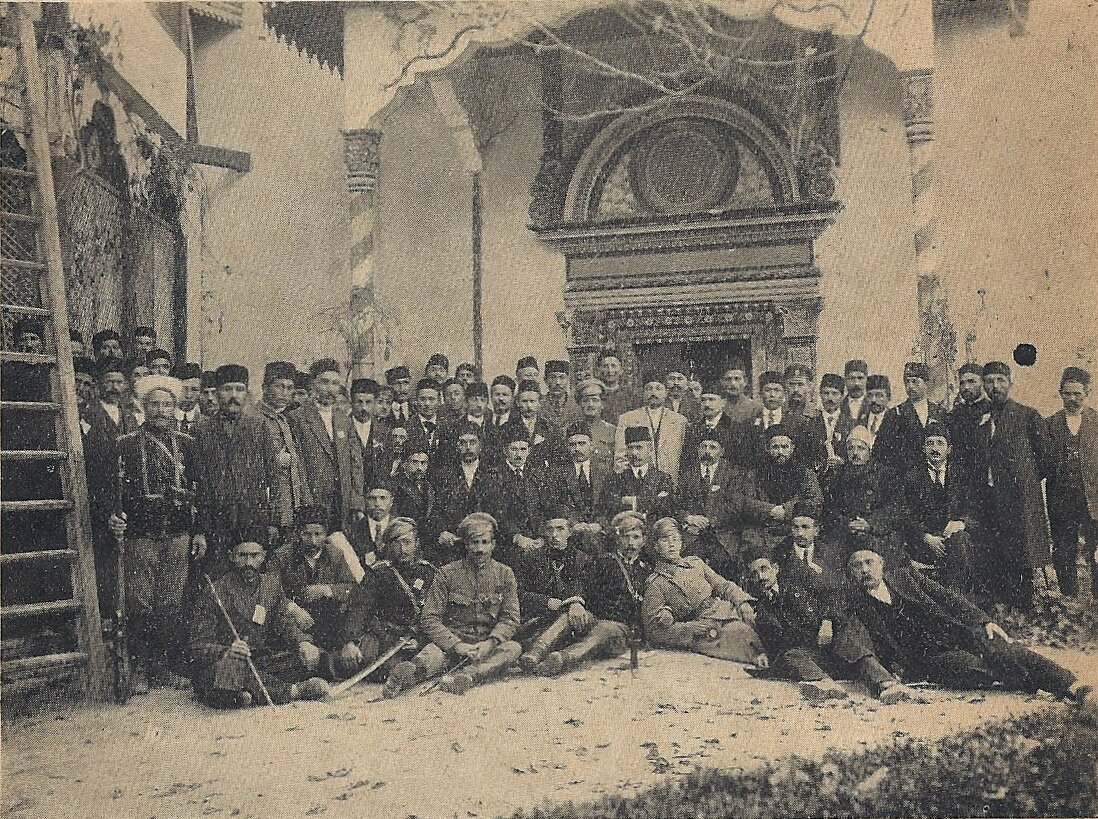
Учасники Курултаю, 1917

Комітет проголосив за мету створення демократичного республіканського ладу на національно-федеративних засадах, спочатку відмежувавшись від автономізації Криму, через що Тимчасовий уряд Росії визнав за ним право вирішення усіх питань Криму. Проводилася активна діяльність з управління внутрішньою політикою, готувалися зміни в освіті, видавалися незалежні газети «Миллет», «Голос татар», планувалася організація мусульманських військових частин. Тимчасовий уряд спочатку виступив проти створення війська та ненадовго заарештував Челебієва зі звинуваченням у шпигунстві, але згодом визнав татарський батальйон як законний революційний підрозділ. Також комітет сподівався на підтримку щодо створення мусульманського війська від Української Центральної Ради.
Мусвиконком займався не стільки призначенням кадіїв та справами мул, як вирішенням національних питань, став центром національного руху. Йому було підконтрольним, передане на благодійність, майно (вакуф): 87 тисяч десятин землі та півтори тисячі будівель крамниць, завдяки чому рух мав фінансову базу для діяльности. Влітку 1917 року, під керівництвом та за сприяння комітету, було сформовано фактичну вертикаль національної влади: 120 низових комітетів у містах та селах, партію Міллі-Фірка, молодіжні, жіночі та інші громадські організації. Кримські мусульмани стали учасниками загальноросійських мусульманських заходів.
Виконком ініціював передачу вакуфів або прибутку з нього спадкоємцям жертводавців чи збирачів, що викликало незадоволення духовенства та Тимчасового уряду, котрий бажав мати це майно підконтрольним державі. Це питання посилило розбіжности між татарським та російським демократичними рухами. Російські ж більшовики повністю не підтримували діяльність комітету, не вважаючи її за революційну, а еволюційну та ворожу.
В липні 1917 року виконком постановив скликати парламент та проголосити в Криму народну республіку, що було підтримано Михайлом Грушевським, від імені Центральної Ради. 15 жовтня 1917 року з'їзд представників організацій кримських татар одноголосно постановив скликати вищий орган національної влади — Курултай та проголосити автономію Криму. До складу підготовчої комісії увійшли Н. Челебієв, Дж. Сейдамет, А. Озенбашли, С. Хаттат, А. Боданінський.
26 листопада 1917 року, у ханському палаці в Бахчисараї, розпочав роботу Курултай, котрий перейняв усі обов'язки мусульманського виконавчого комітету Криму.